# 非县辖城市
非县辖城市（德語：Kreisfreie Stadt，發音：[ˌkʁaɪsfʁaɪə ˈʃtat] ⓘ），在巴登-符腾堡州称为城市县（德語：Stadtkreis，發音：[ˈʃtatˌkʁaɪs] ⓘ），是德國的一种不受县管辖的城市。
德國各州（部分州下设行政区）內有大大小小多個市镇。若干個人口較少的小市镇組成一個县，其爲州（或行政区）的下一級行政單位，這些小市镇受县管辖。而人口較多的大城市则獨立成一個非县辖城市，同样成爲州的下一級行政單位，其与县平级，不受县的管辖。

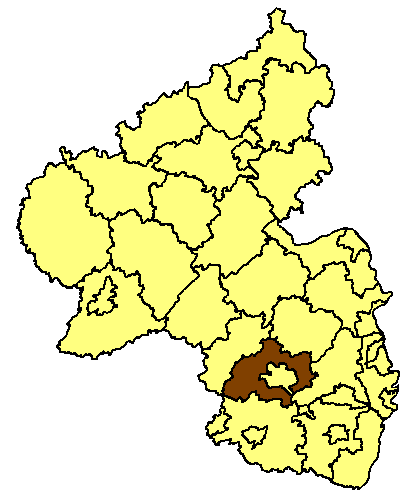
棕色者为凯撒斯劳滕县，其中被包围着的黄色部分为凯撒斯劳滕市，后者是前者的首府，但后者不隶属于前者，而是单独划出成为非县辖城市，与县平级

非县辖城市一般是同名县份的县治，但却不隶属于该县，例如作为非县辖城市的凯撒斯劳滕市是凯撒斯劳滕县的首府，但凯撒斯劳滕市并不属于凯撒斯劳滕县。

## 舉例
杜塞爾多夫有70多萬人口，是北萊茵-西法倫州的一個非县辖城市。萊茵河對岸的諾伊斯只有15萬人口，所以聯合附近的多爾馬根（6萬多人）、格雷文布羅赫（6萬多人）、于兴（2萬多人）、卡尔斯特（4萬多人）、科申布羅赫（3萬多人）、梅爾布施（近6萬人）、羅默斯基興（1萬多人），組成了以諾伊斯爲县治的诺伊斯莱茵县，该县与杜塞爾多夫市平級。